# Googie Withers
Googie Withers, CBE, all'anagrafe Georgette Lizette Withers (Karachi, 12 marzo 1917 – Sydney, 15 luglio 2011), è stata un'attrice britannica.

## Biografia
Googie Withers nacque a Karachi, nell'allora India britannica (oggi Pakistan) da Edgar Withers, un capitano della Royal Navy, e da madre di origini olandesi e tedesche. Soprannominata Googie fin dalla tenera età, rientrò in Inghilterra con la famiglia quando suo padre lasciò la Royal Navy per gestire una fonderia a Birmingham. Mandata in un collegio nei pressi di Dover, iniziò a recitare mentre seguiva i corsi presso l'Italia Conti Academy of Theatre Arts. Successivamente lavorò come ballerina in produzioni teatrali al West End, quando le venne offerto un piccolo ruolo nel film The Girl in the Crowd (1935) di Michael Powell.
Durante gli anni trenta Withers fu assai richiesta in ruoli da protagonista in film minori e in ruoli secondari in produzioni più prestigiose. Tornò sotto la direzione di Michael Powell in Il test dell'amore (1935), Her Last Affaire (1935) e nel thriller Crown v. Stevens (1936), fino a ottenere il ruolo di protagonista nella commedia You're the Doctor (1938). Tra le sue più significative interpretazioni del periodo, da ricordare quella nel thriller La signora scompare (1939), per la regia di Alfred Hitchcock, al fianco di Margaret Lockwood e Michael Redgrave. Nel 1939 fu protagonista della commedia poliziesca I gioielli della corona, accanto a Jack Buchanan, poi affiancò il comico George Formby in In cerca di guai (1939) e l'attore statunitense Robert Montgomery in Busman's Honeymoon (1939), tornando a far coppia con Buchanan in un'altra commedia, Bulldog Sees It Through (1940). 
La sua carriera raggiunse l'apice all'inizio degli anni quaranta con la partecipazione al film bellico Volo senza ritorno (1942), diretto da Michael Powell ed Emeric Pressburger, un dramma della seconda guerra mondiale in cui Withers interpretò una combattente della resistenza olandese che aiuta alcuni aviatori britannici a salvarsi dalle linee nemiche. Powell e Pressburger impiegarono poi l'attrice in The Silver Fleet (1943), un film da loro prodotto ma non diretto, in cui Withers interpretò il ruolo di Helen van Leyden, moglie del proprietario di un cantiere navale (Ralph Richardson) che opera il sabotaggio su un sottomarino che trasporta ufficiali nazisti. Nel 1945 fu una delle star britanniche che apparvero in Incubi notturni, il classico dell’horror prodotto dagli Ealing Studios, nell'episodio Lo specchio incantato, diretto da Robert Hamer.
Nella seconda metà del decennio, Withers consolidò la sua fama con i film Pink String and Sealing Wax (1945), un dramma ambientato a Brighton in epoca vittoriana, in cui interpretò il ruolo della moglie inquieta del proprietario di un pub (Mervyn Johns). Fu poi protagonista del dramma The Loves of Joanna Godden (1947), che fu un grande successo in patria e in cui recitò accanto all'attore John McCallum, che sposò nel 1948 e con il quale apparve in diverse occasioni sul grande schermo e sulle scene teatrali. Il matrimonio sarebbe durato fino alla morte di lui, avvenuta nel 2010.
Dopo un ruolo di rilievo nel noir I trafficanti della notte (1950), al fianco di Richard Widmark e Francis L. Sullivan, Withers interruppe l'attività artistica per la nascita del suo primo figlio, dopodiché tornò sul set con il ruolo della dottoressa Sophie Dean nel film White Corridors (1951), un dramma di ambiente ospedaliero. Nel 1955 le venne assegnato nella prima edizione il British Academy Television Awards come migliore attrice. Nella seconda metà degli anni cinquanta, Withers e il marito si trasferirono per alcuni anni in Australia, dove recitarono in numerose rappresentazioni teatrali di opere di celebri autori. Withers apparve inoltre a Broadway nella stagione 1961-1962, quando interpretò il ruolo di Mary Rhodes nella pièce The Complaisant Lover di Graham Greene, e nel 1963 al Royal Court Theatre di Londra nel dramma Il re muore di Eugène Ionesco, accanto ad Alec Guinness.
Nell'ultima parte della sua carriera, Withers apparve nella serie televisiva Within These Walls (1974-1978), nel ruolo della direttrice di un penitenziario femminile. Nel 1989 apparve sulle scene teatrali a Brighton in The Cocktail Hour, insieme a suo marito John e sua figlia Joanna, divenuta attrice. La sua ultima interpretazione di rilievo sul grande schermo fu quella della scrittrice australiana Katharine Susannah Prichard nel film Shine (1996), per il quale lei e gli altri membri del cast furono candidati al premio Screen Actors Guild.
Nel 2002, all'età di 85 anni, Withers apparve al West End di Londra nella celebre pièce Il ventaglio di Lady Windermere di Oscar Wilde, accanto a Vanessa Redgrave. Vedova dal 2010 di John McCallum, l'attrice morì il 15 luglio 2011, nella sua casa di Sydney, all'età di 94 anni.

## Filmografia parziale
- La ragazza nella folla (The Girl in the Crowd), regia di Michael Powell (1935)
- Il test dell'amore (The Love Test), regia di Michael Powell (1935)
- La sua ultima relazione (Her Last Affaire), regia di Michael Powell (1935)
- La corona contro Stevens (Crown v. Stevens), regia di Michael Powell (1936)
- Arrivano i gangsters (Crime Over London), regia di Alfred Zeisler (1936)
- Accusata (Accused), regia di Thornton Freeland (1936)
- Una partita scandalosa (Action for Slander), regia di Tim Whelan, Victor Saville (1937)
- Paradiso per due (Paradise for Two), regia di Thornton Freeland (1937)
- L'ospite misterioso (Strange Boarders), regia di Herbert Mason (1938)
- Il treno scomparso (Kate Plus Ten), regia di Reginald Denham (1938)
- La signora scompare (The Lady Vanishes), regia di Alfred Hitchcock (1938)
- In cerca di guai (Trouble Brewing), regia di Anthony Kimmins (1939)
- I gioielli della corona (The Gang's All Here), regia di Thornton Freeland (1939)
- Tragica luna di miele (Busman's Honeymoon), regia di Arthur B. Woods, Richard Thorpe (1940)
- Volo senza ritorno (One of Our Aircraft Is Missing), regia di Michael Powell ed Emeric Pressburger (1942)
- La flotta d'argento (The Silver Fleet), regia di Vernon Sewell (1943)
- Incubi notturni (Dead of Night), regia di Alberto Cavalcanti, Charles Crichton (1945)
- Piove sempre la domenica (It Always Rains on Sunday), regia di Robert Hamer (1947)
- Una sirena in società (Miranda), regia di Ken Annakin (1948)
- I trafficanti della notte (Night and the City), regia di Jules Dassin (1950)
- Quelli che mai disperano (White Corridors), regia di Pat Jackson (1951)
- Stupenda conquista (The Magic Box), regia di John Boulting (1951)
- Nuda ma non troppo (Lady Godiva Rides Again), regia di Frank Launder (1951)
- Within These Walls - serie TV, 42 episodi (1974-1978)
- Vita di campagna (Country Life), regia di Michael Blakemore (1994)
- Shine, regia di Scott Hicks (1996)

## Doppiatrici italiane
- Anna Rita Pasanisi in La signora scompare (doppiaggio tardivo)
- Licinia Lentini in Incubi notturni (doppiaggio tardivo)
- Paola Mannoni in Shine